# Newton County, Indiana
Newton County är ett county i delstaten Indiana, USA. År 2000 hade countyt 14 566 invånare. Den administrativa huvudorten (county seat) är Kentland. 

## Geografi
Enligt United States Census Bureau har countyt en total area på 1 045 km². 1 041 km² av den arean är land och 4 km² är vatten. 

### Angränsande countyn
- Lake County - norr
- Jasper County - öst
- Benton County - söder
- Iroquois County, Illinois - väst
- Kankakee County, Illinois - nordväst